# William Schnoebelen
William ("Bill") Schnoebelen nacido en 1949 es un evangelista cristiano y un autor. Es conocido por sus opiniones antimasónicas y en contra de los Mormones, de los Wiccanos y de los satanistas. Sus libros están basados en sus intensas experiencias personales durante varios años en la masonería, antes de su experiencia de conversión al cristianismo.